# Atletik under sommer-OL 2024 - højdespring (herrer)
Herrernes højdespring under sommer-OL 2024 i Paris blev afviklet på Stade de France i perioden d. 7. august - 10. august 2024.

## Resultater

### Kvalificeringsrunde
Kvalificeringsregel: Kvalificerende højde er på 2,29 (Q) eller de 12 bedste atleter (q) går videre til finalen.
| Placering | Gruppe | Udøver             | Nation      | 2.15 | 2.20 | 2.24 | 2.27 | 2.29 | Højde | Noter |
| --------- | ------ | ------------------ | ----------- | ---- | ---- | ---- | ---- | ---- | ----- | ----- |
| 1         | A      | Shelby McEwen      | USA         | o    | –    | o    | o    | r    | 2.27  | q     |
| 2         | B      | Hamish Kerr        | New Zealand | o    | xxo  | xo   | o    | r    | 2.27  | q     |
| 3         | A      | Mutaz Essa Barshim | Qatar       | o    | o    | o    | xo   | r    | 2.27  | q     |
| 3         | A      | Woo Sang-hyeok     | Sydkorea    | o    | o    | o    | xo   | r    | 2.27  | q     |
| 5         | A      | Ryoichi Akamatsu   | Japan       | o    | o    | xxo  | xo   | r    | 2.27  | q, SB |
| 6         | A      | Stefano Sottile    | Italien     | o    | o    | o    | xxx  |      | 2.24  | q     |
| 6         | B      | Gianmarco Tamberi  | Italien     | –    | o    | o    | xxx  |      | 2.24  | q     |
| 8         | B      | Romaine Beckford   | Jamaica     | o    | xo   | o    | xxx  |      | 2.24  | q     |
| 9         | A      | Brian Raats        | Sydafrika   | o    | xxo  | o    | xxx  |      | 2.24  | q     |
| 9         | A      | Jan Štefela        | Tjekkiet    | o    | xxo  | o    | xxx  |      | 2.24  | {q    |
| 11        | B      | Oleh Doroshchuk    | Ukraine     | o    | o    | xo   | xxx  |      | 2.24  | q     |
| 12        | B      | Tihomir Ivanov     | Bulgarien   | o    | xo   | xo   | xxx  |      | 2.24  | q     |
| 13        | B      | Brandon Starc      | Australien  | xxo  | xo   | xo   | xxx  |      | 2.24  | SB    |
| 14        | A      | Luis Zayas         | Cuba        | o    | o    | xxo  |      | xxx  | 2.24  |       |
| 15        | A      | Luis Castro        | Puerto Rico | o    | o    | xxx  |      |      | 2.20  |       |
| 15        | B      | Fernando Ferreira  | Brasilien   | o    | o    | xxx  |      |      | 2.20  |       |
| 15        | B      | Erick Portillo     | Mexico      | o    | o    | xxx  |      |      | 2.20  |       |
| 15        | A      | Edgar Rivera       | Mexico      | o    | o    | xxx  |      |      | 2.20  |       |
| 19        | B      | Thomas Carmoy      | Belgien     | o    | xo   | xxx  |      |      | 2.20  |       |
| 19        | B      | JuVaughn Harrison  | USA         | o    | xo   | xxx  |      |      | 2.20  |       |
| 19        | A      | Wang Zhen          | Kina        | o    | xo   | xxx  |      |      | 2.20  |       |
| 22        | A      | Alperen Acet       | Tyrkiet     | xxo  | xo   | xxx  |      |      | 2.20  |       |
| 23        | B      | Yual Reath         | Australien  | o    | xxo  |      |      |      | 2.20  |       |
| 23        | B      | Tomohiro Shinno    | Japan       | o    | xxo  | xxx  |      |      | 2.20  |       |
| 25        | B      | Sarvesh Kushare    | Indien      | o    | xxx  |      |      |      | 2.15  |       |
| 25        | A      | Vladyslav Lavskyy  | Ukraine     | o    | xxx  |      |      |      | 2.15  |       |
| 27        | B      | Joel Baden         | Australien  | xo   | xxx  |      |      |      | 2.15  |       |
| 28        | A      | Vernon Turner      | USA         | xxo  | xxx  |      |      |      | 2.15  |       |
|           | A      | Donald Thomas      | Bahamas     | xxx  |      |      |      |      | NM    |       |
|           | B      | Tobias Potye       | Tyskland    | xxx  |      |      |      |      | NM    |       |
|           | B      | Andriy Protsenko   | Ukraine     | xxx  |      |      |      |      | NM    |       |

### Finale
Finalen blev afviklet den. 10. august kl. 19:10 (UTC+2).
| Placering                        | Udøver             | Nation      | Hovedkonkurrence | Hovedkonkurrence | Hovedkonkurrence | Hovedkonkurrence | Hovedkonkurrence | Hovedkonkurrence | Hovedkonkurrence | Jump-off | Jump-off | Jump-off | Højde | Noter |
| Placering                        | Udøver             | Nation      | 2.17             | 2.22             | 2.27             | 2.31             | 2.34             | 2.36             | 2.38             | 2.38     | 2.36     | 2.34     | Højde | Noter |
| -------------------------------- | ------------------ | ----------- | ---------------- | ---------------- | ---------------- | ---------------- | ---------------- | ---------------- | ---------------- | -------- | -------- | -------- | ----- | ----- |
| 1                                | Hamish Kerr        | New Zealand | o                | o                | o                | xxo              | o                | o                | xxx              | x        | x        | o        | 2.36  | AR    |
| 2. plads, sølvmedaljemodtager(e) | Shelby McEwen      | USA         | o                | o                | o                | o                | xxo              | o                | xxx              | x        | x        | x        | 2.36  | PB    |
| 3                                | Mutaz Essa Barshim | Qatar       | –                | o                | o                | o                | o                | xx-              | x                |          |          |          | 2.34  | SB    |
| 4                                | Stefano Sottile    | Italien     | o                | o                | o                | xo               | o                | xxx              |                  |          |          |          | 2.34  | PB    |
| 5                                | Ryoichi Akamatsu   | Japan       | o                | o                | xo               | o                | xxx              |                  |                  |          |          |          | 2.31  | PB    |
| 6                                | Oleh Doroshchuk    | Ukraine     | o                | o                | xo               | xo               | xxx              |                  |                  |          |          |          | 2.31  | PB    |
| 7                                | Woo Sang-hyeok     | Sydkorea    | o                | o                | xo               | xx               |                  |                  |                  |          |          |          | 2.27  |       |
| 8                                | Tihomir Ivanov     | Bulgarien   | xo               | o                | xo               | xxx              |                  |                  |                  |          |          |          | 2.27  | SB    |
| 9                                | Jan Štefela        | Tjekkiet    | xxo              | o                | xxx              |                  |                  |                  |                  |          |          |          | 2.22  |       |
| 10                               | Romaine Beckford   | Jamaica     | o                | xo               | xxx              |                  |                  |                  |                  |          |          |          | 2.22  |       |
| 11                               | Gianmarco Tamberi  | Italien     | –                | xxo              | xxx              |                  |                  |                  |                  |          |          |          | 2.22  |       |
| 12                               | Brian Raats        | Sydafrika   | o                | xxx              |                  |                  |                  |                  |                  |          |          |          | 2.17  |       |